# Завичајни музеј Младеновац
Завичајни музеј у Младеновцу је реконструисан 2018. Обнова је финансирана је заједничким улагањем града Београда и Министарства привреде.

## Историјат и зграда
Музеј је основан  1982. године, али је био у лошем стању због неулагања све до реконструкције. На згради је урађена замена инсталација, столарије, кровне конструкције, подова, фасаде, као и спуштање нивоа плафона чиме је добијен спрат за канцеларије и добијено повећање квадратуре изложбеног простора.

## Изложбе
Поводом отварања приређена је изложба "Ћилим", Магдалене Ивковић, коју чини 25 репрезентативних примерака ћилима из збирке Музеја Младеновца и осам позајмљених из приватних колекција. Ћилими који се разликују по стилу и техничким карактеристикама, справљани су од краја 19. до седамдесетих година 20.века.